# Abri des Eudoviges
L' Abri des Eudoviges est un abri sous roche situé dans la commune de Alacón, comarque de Andorra-Sierra de Arcos dans la province de Teruel.
Il contient des peintures rupestres de thèmes variés de l'art levantin, d'Art schématique ibérique et de gravures, faisant partie de l'ensemble de l'Art rupestre du bassin méditerranéen de la péninsule Ibérique déclaré patrimoine mondial par l'UNESCO en 1998 (réf. 874-588).
Il est considéré comme l'un des plus anciens vestiges de présence humaine en Aragon

## Description
Il est considéré comme l'un des plus anciens vestiges de présence humaine en Aragon. Il se trouve dans le parc culturel de la rivière Martín. Il s'agit d'un site paléolithique avec une industrie lithique moustérienne, où des outils en silex et des ossements d'animaux ont été découverts, témoignant de son utilisation comme atelier et camp de chasse.
Il existe également des peintures rupestres de style levantin mal conservées, faisant partie d'un ensemble de scènes chronologiquement plus tardives dans la région. Plus tard, des restes de céramiques du Néolithique ou de l'Âge du Cuivre ont également été découverts.
Il a été fouillé en 1969-1970 par Ignacio Barandiarán Maestu (es), de l'Université de Saragosse. Il est protégé comme Bien d'Intérêt Culturel par la Loi 3/1999 du 10 mars 1999.